# NGC 2610
NGC 2610 je planetna maglica u zviježđu Vodenoj zmiji. 

## Vanjske poveznice
- SEDS: NGC 2610